# Etiologija
Etiologija (grč. airia: uzrok + -logija) u najširem smislu označava ispitivanje o uzrocima određenih pojava.
Koristi se u filozofiji, fizici, psihologiji, biologiji i drugim znanostima da bi se označilo istraživanje uzroka pojedinih pojava, odnosno istraživanje o tome zašto dolazi do nekih pojava te zašto se one događaju na upravo takav način.[nedostaje izvor]
U užem smislu predstavlja granu medicine koja se bavi uzrocima pojedinih bolesti, da bi se što lakše utvrdio njen pravi izvor i olakšalo liječenje, odnosno omogućilo usmjereno liječenje (uzročno liječenje).